# Cratere Maskelyne

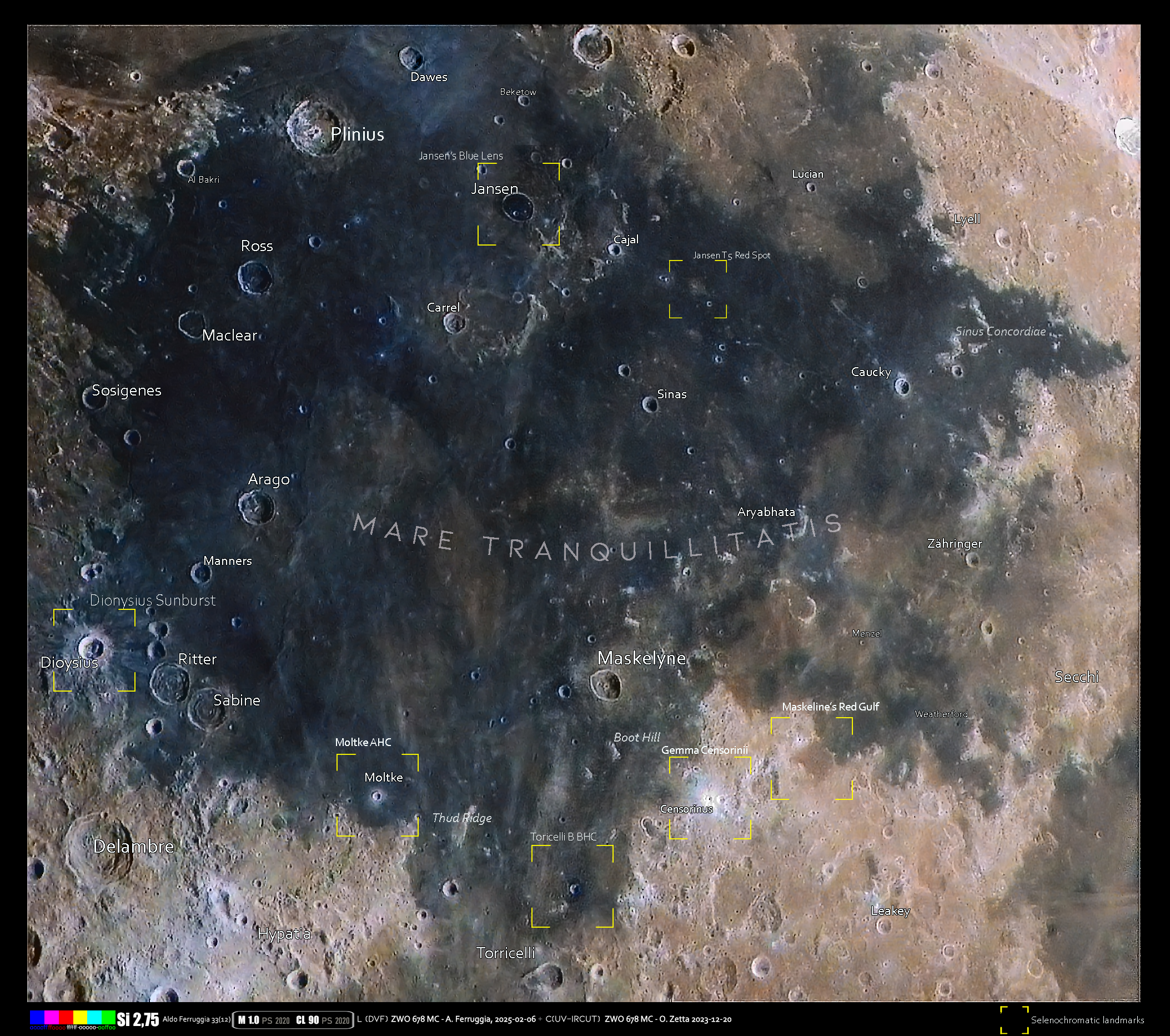
L'area del cratere in formato selenocromatico

Maskeleyne è un cratere lunare intitolato all'astronomo britannico Nevil Maskelyne. Si trova nella parte sudest del Mare Tranquillitatis. Il bordo esterno ha una forma circa poligonale, ma comunque circolare. Le pareti interne sono terrazzate e c'è un modesto picco nel punto centrale del fondo.
Il sito di allunaggio di Apollo 11 è situato a circa 250 km a ovest-sudovest.

## Crateri correlati
Alcuni crateri minori situati in prossimità di Maskelyne sono convenzionalmente identificati, sulle mappe lunari, attraverso una lettera associata al nome.
| Maskelyne | Latitudine | Longitudine | Diametro |
| --------- | ---------- | ----------- | -------- |
| A         | 0.1° N     | 34.0° E     | 29 km    |
| B         | 2.0° N     | 28.9° E     | 9 km     |
| C         | 1.1° N     | 32.7° E     | 9 km     |
| D         | 2.5° N     | 32.5° E     | 33 km    |
| F         | 4.2° N     | 35.3° E     | 21 km    |
| G         | 2.4° N     | 26.7° E     | 6 km     |
| J         | 3.2° N     | 32.7° E     | 4 km     |
| K         | 3.3° N     | 29.6° E     | 5 km     |
| M         | 7.8° N     | 27.9° E     | 8 km     |
| N         | 5.4° N     | 30.3° E     | 5 km     |
| P         | 0.5° N     | 34.1° E     | 10 km    |
| R         | 3.0° N     | 31.3° E     | 13 km    |
| T         | 0.0° S     | 36.6° E     | 5 km     |
| W         | 0.9° N     | 29.2° E     | 4 km     |
| X         | 1.3° N     | 27.4° E     | 4 km     |
| Y         | 1.8° N     | 28.1° E     | 4 km     |

I seguenti crateri sono stati ribattezzati dall'IAU.
- Maskelyne E — Vedi cratere Aryabhata.
- Maskelyne H — Vedi cratere Wallach.